# شون ويليام جويس
شون ويليام جويس (بالإنجليزية: Sean Joyce)‏ (15 فبراير 1967 في المملكة المتحدة - ) هو مدرب كرة قدم ولاعب كرة قدم بريطاني في مركز الوسط. لعب مع نادي إكزتر سيتي ونادي توركي يونايتد ونادي دونكاستر روفرز وBideford A.F.C. ‏ وElmore F.C. ‏ ونادي تاونتون تاون ‏.

## وصلات خارجية
- شون ويليام جويس على موقع قاعدة بيانات كرة القدم.إي يو (الإنجليزية)